# Horváth Aladár
Horváth Aladár (Miskolc, 1964. augusztus 29. –) roma tanító, népművelő, közíró, politikus, 1990 és 1994 között országgyűlési képviselő (SZDSZ–Phralipe), a Roma Parlament elnöke.

## Élete
Hétgyermekes munkás cigány családba született, Horváth Aladár és Babos Magdolna fiaként. 1982 és 1984 között az LKM betanított munkásaként dolgozott, majd a sárospataki Comenius Tanítóképző Főiskola hallgatója lett, ahol 1987-ben tanító-népművelő diplomát szerzett. 1986-ban folklóregyüttest alapított, Romafolk néven. 1985-től 1986-ig a körömi, majd 1989-ig a miskolci 40. számú általános iskola tanára volt.
A rendszerváltás idején kapcsolódott be a közéletbe, 1988 és 1989 között a miskolci Gettóellenes Ideiglenes Bizottság vezetője volt, amely Európa első cigány polgárjogi mozgalma volt, és amely sikerrel akadályozta meg a város szélére tervezett „alacsony komfortfokozatú telep” felépítését. 1989-ben a Phralipe Független Cigány Szervezet ügyvivője, miskolci tagszervezetének vezetője, és a Művelődéskutató Intézet ösztöndíjasa lett, 1990-ben pedig a Soros-alapítvány támogatásával lett népművelő a békeszállói cigánytelepen. 
Az 1990-es országgyűlési választáson az Szabad Demokraták Szövetségének országos listáján szerzett mandátumot, az Országgyűlésben az emberi jogi, kisebbségi és vallásügyi bizottság tagja lett. 1991-től 1994-ig a Magyarországi Roma Parlament elnöke, 1995-ig pedig szóvivője, illetve a konfliktuskezelő és jogvédő iroda igazgatója volt. 1993-ban megromlott a viszonya az SZDSZ-szel, miután nem szavazta meg a kisebbségi törvényt és antirasszista tüntetést szervezett Egerben, így az 1994-es országgyűlési választáson nem indult a párt színeiben. Ekkor függetlenként indult Ózdon, de nem jutott mandátumhoz.
1995-ben a Roma Polgárjogi Alapítvány (RPA) kuratóriumi elnöke lett, és megalapította a Válságkezelő és Jogvédő Irodát. Kezdeményezésére jött létre az RPA később önállóvá vált intézménye, a Roma Sajtóközpont és a Romaversitas. Az RPA a cigány polgárjogi mozgalom első számú szervezetévé fejlődött. 1996-tól minden évben augusztus 2-án virrasztással egybekötött megemlékezést tartottak a Parlament előtt, majd a Nehru parton, a Roma Holokauszt (Porrajmos- Pharraimos) áldozatainak emlékére. Az RPA, a Romaversitas, a Romano Instituto (Daróczi Ágnes) 10 éves munkája eredményeként 2006-ban a Nehru parton állították fel a Holocaust Roma Áldozatainak expresszív Emlékművét. Horváth Aladár 1996-tól 1998-ig a székesfehérvári Gettóellenes Bizottság vezetője volt. Sikerrel akadályozták meg a Rádió utcai cigányok erőszakos ki- és áttelepítését célzó önkormányzati apartheidet. Többször tett tanulmányutat az Amerikai Egyesült Államokban, az Atlantai és a Brown egyetemen az afro-amerikai polgárjogi mozgalom történetét tanulmányozta.
2002 és 2004 között a Medgyessy-kormány, majd 2006-ig az első Gyurcsány-kormány alatt a Miniszterelnöki Hivatal szociálpolitikai tanácsadója volt. 2003-ban rövid ideig az Országos Cigány Önkormányzat elnöke volt. Puccsal távolították el a hatalom számára kulcsfontosságú posztról. A 2010-es országgyűlési választáson ismét független jelöltként indult, ezúttal az edelényi székhelyű egyéni választókerületben, de nem szerzett mandátumot. 2013 végén belépett a miskolci székhelyű Magyarországi Cigánypártban, melynek a 2014-es országgyűlési választáson listavezetője volt, a párt a szavazatok 0,18%-át szerezte meg, így nem jutott a parlamentbe. Horváth ezután ismét a Roma Parlament elnöke lett.

## Művei
Számos írása jelent meg különböző napilapokban és folyóiratokban politikai, polgárjogi és emberjogi témákban. Két könyve jelent meg: 2017-ben a Wesley Kiadó gondozásában az INDULÁS – a roma polgárjogi mozgalom története 1. 2021-ben a Nemzeti(-)szocialista Miskolc című polgárjogi tanulmány (Oriold Kiadó).